# 愛靜閣書院

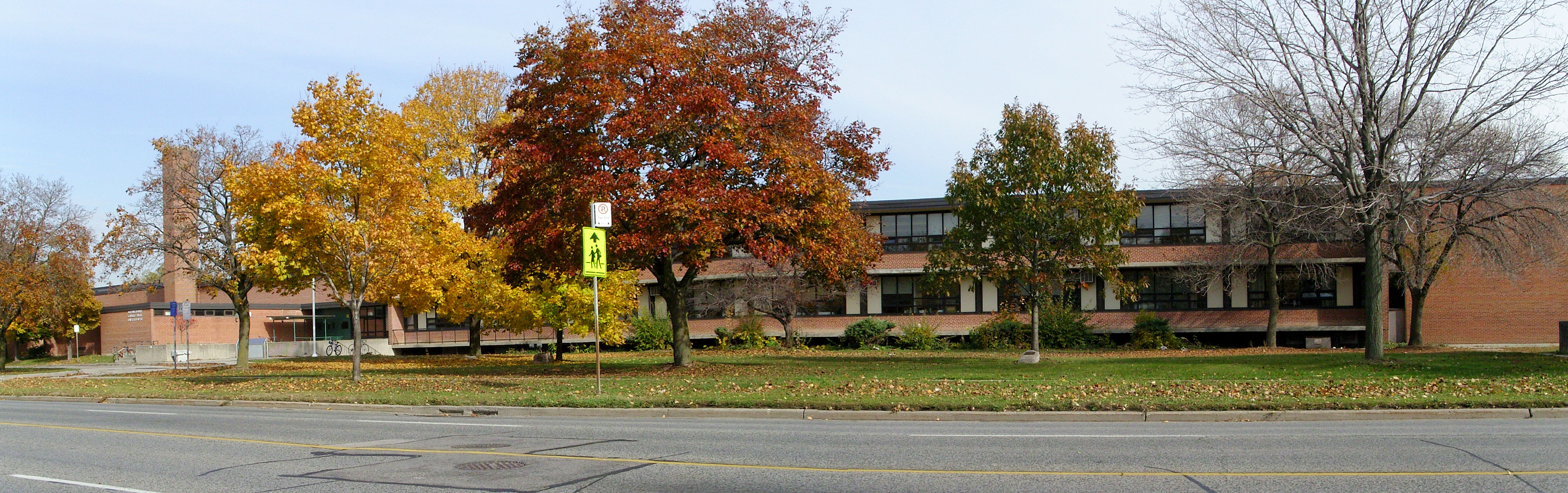
愛靜閣書院

愛靜閣書院（英語：Agincourt Collegiate Institute，簡稱）是加拿大安大略省多倫多士嘉堡愛靜閣的一所公立學校。此校建於1915年，初名愛靜閣學校（Agincourt Continuation School），在1954年更名為愛靜閣書院（Agincourt Collegiate Institute）。愛靜閣書院是士嘉堡最古老的一所學校。該學校設施十分之老舊，沒有空調，但竟然有無線網絡。該校由多倫多公校教育局管理。

## 外部連結
- 愛靜閣書院 （英文）